# Strephonota syedra
Espèce
Strephonota syedra est un papillon de la famille des Lycaenidae, de la sous-famille des Theclinae et du genre Strephonota.

## Dénomination
Strephonota syedra a été décrit par William Chapman Hewitson en 1867 sous le nom de Thecla syedra.
Synonymes : Strephonota jyg Faynel, 2003; Syedranota syedra ; Faynel, Brévignon & Johnson, 2003.

### Nom vernaculaire
Strephonota syedra se nomme Syedra Hairstreak en anglais.

## Description
Strephonota syedra est un petit papillon au bord costal des ailes antérieures bossu avec une longue fine queue à chaque aile postérieure. Le dessus de couleur marron suffusé de bleu-vert dans la partie basale des ailes antérieures jusqu'à l'angle interne alors que les ailes postérieures présentent un large triangle bleu-vert de la base à tout le bord externe.
Le revers est beige clair avec une tache ovale marron à la base des ailes antérieures et,aux ailes postérieures, deux ocelles orange centrés de noir dont un en position anale.

## Écologie et distribution
Strephonota syedra réside au Guatemala, en Colombie, au Pérou, au Surinam, en Guyana et en Guyane,.

### Protection
Pas de statut de protection particulier.